# Picea morrisonicola
Picea morrisonicola är en tallväxtart som beskrevs av Bunzo Hayata. Picea morrisonicola ingår i släktet granar och familjen tallväxter. Inga underarter finns listade i Catalogue of Life.
Arten förekommer endemisk på Taiwan. Den hittas främst i bergstrakter mellan 2300 och 3000 meter över havet. Picea morrisonicola växer ofta på sluttningar som är riktade mot norr och i raviner. Vädret i utbredningsområdet är kyligt till tempererat och med mycket regn under monsunen. Årsnederbörden går upp till 4000 mm. Vid bergstrakternas topp hittas arten ofta tillsammans med Tsuga chinensis, Pseudotsuga sinensis, Pinus armandii, taiwangran och himalaja-en. I lägre regioner växer japansk ädelcypress samt lövträd som Quercus variabilis eller arter av lönnsläktet och björksläktet bredvid Picea morrisonicola.
För artens trä finns flera olika användningsområden. Exemplar som infördes i Europa och Nordamerika hade problem att etablera fasta populationer. Picea morrisonicola hittas utanför Kina i olika botaniska trädgårdar.
På grund av intensivt skogsbruk minskade beståndet markant. IUCN uppskattar att hela populationen minskade med 30 till 49 procent under de gångna 150 åren (räknad från 2013) och listar arten som sårbar (VU).

## Bildgalleri

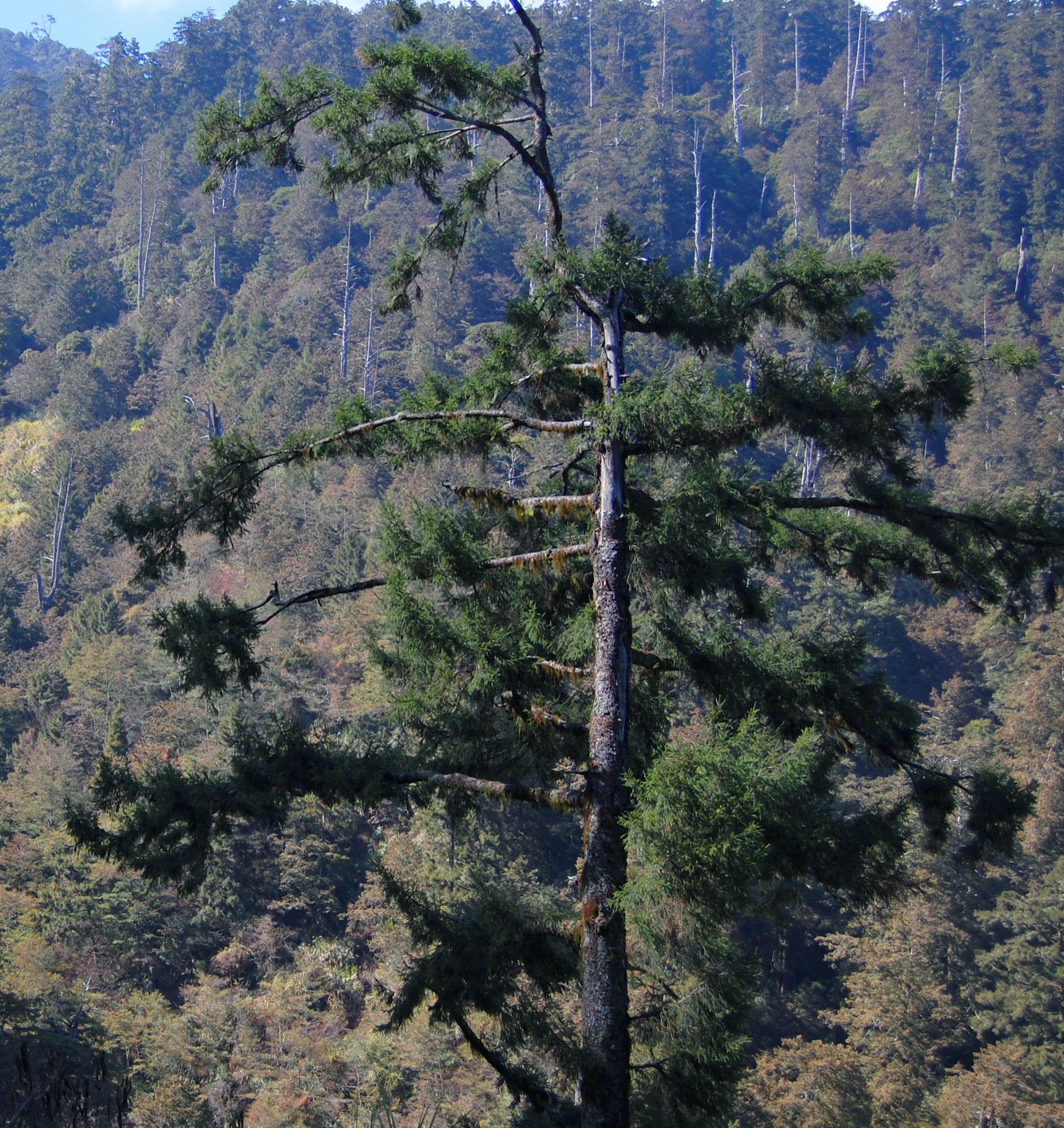